# Granacki Kocioł

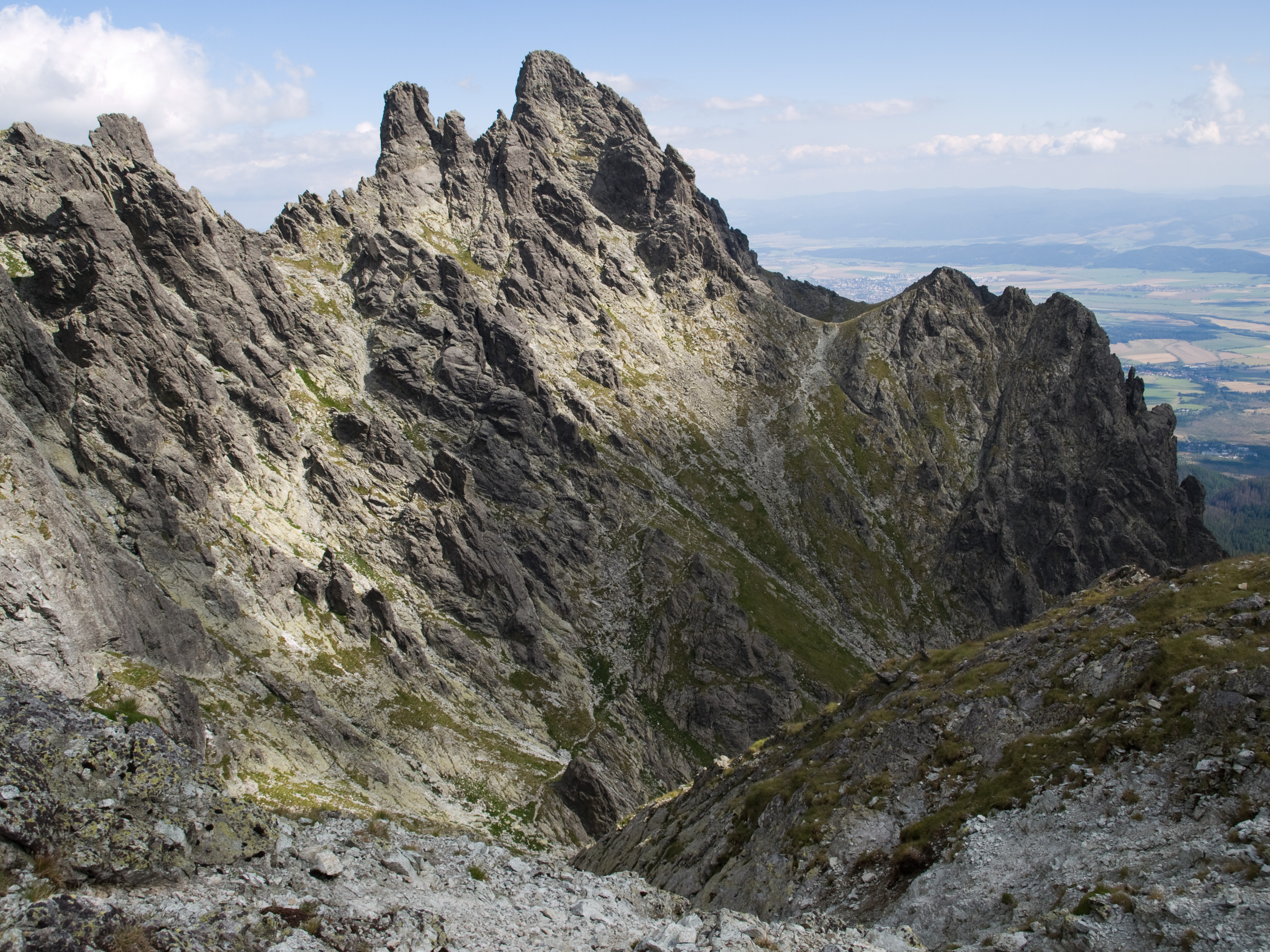
Granacki Kocioł – widok z Podufałego Przechodu

Granacki Kocioł (słow. Granátový kotol) – rozległy cyrk lodowcowy w słowackich Tatrach Wysokich, znajdujący się w południowo-zachodnich stokach Granatów Wielickich, opadających w kierunku Doliny Wielickiej. Jest to środkowy z trzech większych kotłów (pozostałe to Dwoisty Kocioł i Kwietnikowy Kocioł) przecinających trasę Granackiej Ławki – systemu zachodów i półek biegnących pomiędzy Granackimi Turniami a Granackimi Basztami.
Kocioł znajduje się w miejscu, w którym rozszerza się w sposób wachlarzowaty Granacki Żleb (Granátový žľab). Żleb rozgałęzia się tutaj na kilka odnóg, a w otoczeniu Granackiego Kotła znajdują się m.in. Wielka Granacka Turnia, Mała Granacka Turnia, Wyżnia Granacka Szczerbina i Podufała Turnia. W niższych partiach kocioł ograniczają Podufała Baszta (od północnego zachodu) i Wielka Granacka Baszta (od południowego wschodu), a w jego południowej części tkwi Granacka Strażnica. Kocioł ma bardzo pochyłe dno, urozmaicone ramionami Granackiego Żlebu i licznymi grzędami i żebrami.
Przez górną część Granackiego Kotła biegnie ścieżka ciągnąca się Granacką Ławką na odcinku łączącym Wyżni Granacki Przechód i Podufały Przechód.